# Kyštovka
Kyštovka (in lingua russa: Kыштовка) è una città situata nella Siberia meridionale, nell'Oblast' di Novosibirsk, in Russia. La città è il capoluogo amministrativo del distretto di Kyštovskij (in lingua russa Кыстовcкий Район, letteralmente Kyštovskij Rajon).